# サン・オリエント・サン
『サン・オリエント・サン』は宝塚歌劇団の舞台作品。雪組公演。
併演作品は『かもめ翔ぶ海』。

## 解説
※『宝塚歌劇100年史（舞台編）』の宝塚大劇場公演のページを参照
アジア東西を結ぶシルクロードに位置するオリエントの世界。中近東、中国、シルクロードといったオリエントの世界を描いたショー作品。
一人の女・サンサーラ（演：遥くらら）が、まだ来ない「あの人」を待ち続ける。
グレープコニャック、コーンバーボン、ピートスコッチの三人組が、狂言回し的に物語を進行した。

## 公演期間と公演場所
- 1981年11月13日 - 12月20日[2]　宝塚大劇場
- 1982年3月4日 - 3月30日[3]　東京宝塚劇場

## 宝塚大劇場公演のデータ
形式名は「ショー」。18場。副題は「太陽讃歌」。

### スタッフ（宝塚大劇場）
- 作・演出：草野旦[2]
- 音楽[4]：寺田瀧雄、南安雄、高橋城
- 音楽指揮：野村陽児[4]
- 振付[4]：喜多弘、朱里みさを、アキコ・カンダ、謝珠栄
- 装置：大橋泰弘[4]
- 衣装：任田幾英[4]
- 照明：今井直次[5]
- 音響：松永浩志[5]
- 小道具：万波一重[5]
- 効果：吉田雄二[5]
- 演出助手[5]：正塚晴彦、中村暁
- 制作：武井泰治[5]